# Gazeta Matematică
Gazeta Matematică este o revistă de matematică din România, prima de acest gen apărută în limba română, fondată de zece ingineri români: Ion Ionescu-Bizeț, Vasile Cristescu, Victor Balaban, Mihail Roco și Ion Zottu, cărora li s-au alăturat Emanoil Davidescu, Mauriciu Kinbaum, Nicolae Niculescu, Tancred Constantinescu și Andrei Ioachimescu. 

## Scurt istoric
Revista a fost finanțată de fondatori, fiecare contribuind cu câte douăzeci de lei aur. Primul număr al gazetei a apărut la data de 15 septembrie 1895, la o zi după inaugurarea festivă a Podului "Regele Carol I" de la Cernavodă, având deviza: „entuziasm, armonie, sacrificii continue, muncă dezinteresată”.
În august 1909 redactorii au decis înființarea Societății Gazeta Matematică, societate care a fost recunoscută prin lege de Adunarea Deputaților la data de 5 aprilie 1910. Numele societății a fost schimbat ulterior în Societatea de Matematică și Fizică, iar apoi în Societatea de Științe Matematice din România (cunoscută și prin acronimul SSMR). SSMR a organizat și prima Olimpiadă Internațională de Matematică, în 1959 la Brașov.
În anul 1988 tirajul Gazetei Matematice a ajuns la 120.000 de exemplare, ca după 1990 să scadă dramatic.
În prezent, Gazeta Matematică este publicată în 2 serii:
- Gazeta Matematică, Seria A  este o revistă trimestrială adresată studenților, matematicienilor și cadrelor didactice ce predau matematica.[2]
- Gazeta Matematică, Seria B  este o revistă lunară ce se adresează celor interesați de matematica elementară, în special elevilor participanți la concursurile de profil.[3]